# Heqiao, Yixing

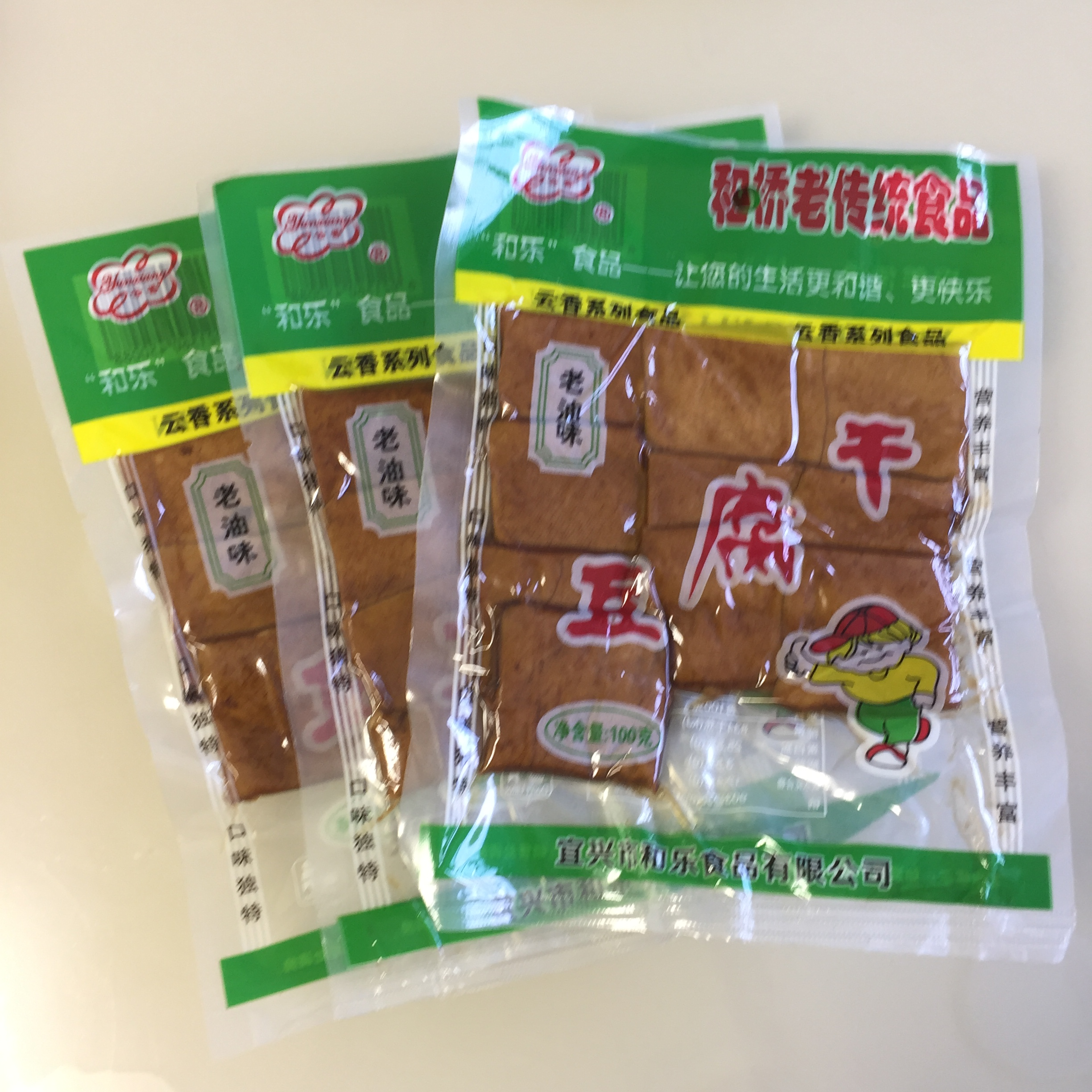
Heqiao producerar huvudsakligen sojabönprodukter och använder sojabönor från Ukraina för att producera tofu, som exporteras utomlands.

Heqiao (kinesiska: 和桥, 和桥镇) är en köpinghuvudort i Kina. Den ligger i provinsen Jiangsu, i den östra delen av landet, omkring 120 kilometer sydost om provinshuvudstaden Nanjing. Antalet invånare är 80 592. Befolkningen består av 39 925 kvinnor och 40 667 män. Barn under 15 år utgör 10,0 %, vuxna 15-64 år 78 %, och äldre över 65 år 11,0 %.
Runt Heqiao är det tätbefolkat, med 636 invånare per kvadratkilometer. Närmaste större samhälle är Yicheng, 15,1 km söder om Heqiao. Trakten runt Heqiao består till största delen av jordbruksmark.
Genomsnittlig årsnederbörd är 1 542 millimeter. Den regnigaste månaden är juli, med i genomsnitt 268 mm nederbörd, och den torraste är december, med 50 mm nederbörd.